# Cratere Nigirsu
Nigirsu è un cratere sulla superficie di Ganimede.